# Bregnet Sogn
Bregnet Sogn er et sogn i Syddjurs Provsti (Århus Stift).
I 1800-tallet var Bregnet Sogn anneks til Thorsager Sogn. Begge sogne hørte til Øster Lisbjerg Herred i Randers Amt. Thorsager-Bregnet sognekommune blev ved kommunalreformen i 1970 indlemmet i Rønde Kommune, som ved strukturreformen i 2007 indgik i Syddjurs Kommune.
I Bregnet Sogn, der ligger ved Kalø Vig, findes Bregnet Kirke og Kalø Slotsruin.
I sognet findes følgende autoriserede stednavne:
- Balskov (ejerlav, landbrugsejendom)
- Bjødstrup (bebyggelse, ejerlav)
- Bøgehøj (areal)
- Følle (bebyggelse, ejerlav)
- Følle Strand (bebyggelse)
- Gammel Rønde (bebyggelse)
- Hestehave (areal)
- Kalø (ejerlav, landbrugsejendom)
- Kirkehuset (bebyggelse)
- Korslund (bebyggelse)
- Korup (bebyggelse, ejerlav)
- Lundvang (bebyggelse)
- Nappedam (bebyggelse)
- Ringelmose Skov (areal)
- Rostved (bebyggelse)
- Rønde (bebyggelse, ejerlav)
- Slotsvig (vandareal)
- Store Bavnehøj (areal)
- Ugelbølle (bebyggelse, ejerlav)
- Ugelbølle Strand (bebyggelse)